# Tipula (Acutipula) ismene
Tipula (Acutipula) ismene is een tweevleugelige uit de familie langpootmuggen (Tipulidae). De soort komt voor in het Palearctisch gebied.